# Balatonlelle
Balatonlelle város Somogy vármegyében, a Fonyódi járásban.

## Fekvése
A Balaton déli partjának nagyjából a középső szakaszán fekszik, Siófoktól 25 kilométerre nyugatra, Budapesttől mintegy 140 kilométerre délnyugatra. 
A közvetlenül határos települések a tó déli parti oldalán: kelet felől Balatonszemes, délkelet felől Nagycsepely és Visz, dél felől Látrány, délnyugat felől Szőlőskislak, nyugat felől pedig Balatonboglár. A vízterületei révén elméletileg határos még az északi parton fekvő Balatonszepezddel is.
Szőlő- és borgazdasági szempontból a település a Balatonboglári borvidék részét képezi.

### Megközelítése
Legfontosabb közúti megközelítési útvonalai a 7-es főút és az M7-es autópálya; előbbi végighalad a belterületén is, kelet-nyugati irányban, utóbbi délről elkerüli azt, de a közelben két csomópontja is van.
Korábban itt, a városközpontban ért véget a Szigetvártól Kaposváron át a Balatonig húzódó 67-es főút is, de 2007-ben ennek északi végpontját Balatonszemesre helyezték át, a főút így ma már Balatonlellének csak Rádpuszta nevű, különálló településrészét érinti. A régi nyomvonal azóta Somogytúr déli széle és Balatonlelle között a 6713-as számozást viseli.
A hazai vasútvonalak közül a településen a Budapest–Murakeresztúr-vasútvonal halad át, amelynek két megállási pontja van itt: a főváros felől sorrendben előbb Balatonlelle felső vasútállomás, a belterület keleti részén, majd Balatonlelle megállóhely, a központban.

## Története
A terület 1211-ben került a tihanyi apátság tulajdonába. Első írásos említése 1229-ből származik, Lela néven. 1550-ben jutott török kézre a település. Az ezt követő időszakban alaposan megcsappant a lakosság száma: 1580-ban mindössze 8 családot találtak a török adóösszeírók. A 18. században a Majtényi család, majd a Szalay család birtoka volt.
Az iskolai oktatás 1720-ban kezdődött Lellén. Az 1778. évi Canonica Visitatio megjegyzéséből tudjuk, hogy az első iskolaépület leégett.
Az 1848-as esztendő kiemelt helytörténeti jelentőségű eseménye volt a mezővárosi rang megszerzése. 1864 óta a neve Balatonlelle. 1882-ben magasabb besorolást érdemelt ki; kisközségként körjegyzőségi székhellyé lépett elő. (Boglár, Faluszemes és Őszöd tartoztak hozzá.) Hosszú évtizedek után 1895-ben építették meg a kéttantermes iskolát, majd a kommün alatt háromtantermessé bővítették. Itt folyt a tanítás 1938-ig, amíg a község a jelenleg is meglévő emeletes iskolát fel nem építette. 1941–42-ben megkezdődött a nyolcosztályos népiskola kialakítása. Lelle számára a háború utáni évek gyors elismerést hoztak: 1921-ben nagyközségi besorolásnak örvendtek lakói.
1978-ban Balatonboglárral Boglárlelle néven egyesült. 1986 óta város, 1991-ben a két település különvált, de mindkettő megtartotta városi rangját.

## Közélete

### Polgármesterei
- 1991–1994: Szűcs László (KDNP)
- 1994–1998: Szűcs László (KDNP)[4]
- 1998–2002: Szűcs László (Fidesz-MDF-KDNP-FKgP)[5]
- 2002–2006: Kenéz István Imre (független)[6]
- 2006–2010: Kenéz István (független)[7]
- 2010–2014: Kenéz István Imre (független)[8]
- 2014–2019: Kenéz István Imre (független)[9]
- 2019–2024: Kenéz István (független)[10]
- 2024– : Dr. Felházi Miklós (Fidesz-KDNP-Balatonlelle Városáért Közhasznú Egyesület)[1]

A rendszerváltást követő első önkormányzati választás idején, 1990-ben Balatonlelle nem volt önálló település, Balatonboglárral összevontan működött, Boglárlelle néven, városi rangban. Boglárlelle polgármesterének 1990 őszén dr. Kovács Miklóst választották, ő a szétválás után Balatonboglár polgármestere maradt, Balatonlellén pedig ezt követően, 1991. október 20-án időközi polgármester-választást kellett tartani.

## Népesség
A település népességének változása:
| Lakosok száma | 5309 | 5257 | 5223 | 5491 | 4616 | 5018 | 4904 |
|               | 2013 | 2014 | 2015 | 2021 | 2022 | 2023 | 2024 |

A 2011-es népszámlálás során a lakosok 77,3%-a magyarnak, 2,3% németnek, 0,2% cigánynak, 0,2% horvátnak mondta magát (22,5% nem nyilatkozott; a kettős identitások miatt a végösszeg nagyobb lehet 100%-nál). A vallási megoszlás a következő volt: római katolikus 47,3%, evangélikus 2,3%, református 6,6%, görögkatolikus 0,4%, felekezet nélküli 9,7% (32,5% nem nyilatkozott).
2022-ben a lakosság 87,3%-a vallotta magát magyarnak, 2,1% németnek, 0,3% horvátnak, 0,3% cigánynak, 0,2% ukránnak, 0,1-0,1% románnak és szlováknak, 2,1% egyéb, nem hazai nemzetiségűnek (12,1% nem nyilatkozott; a kettős identitások miatt a végösszeg nagyobb lehet 100%-nál). Vallásuk szerint 38,9% volt római katolikus, 5,8% református, 1,8% evangélikus, 0,3% görög katolikus, 0,1% ortodox, 1,3% egyéb keresztény, 1% egyéb katolikus, 10,4% felekezeten kívüli (40,3% nem válaszolt).

## Nevezetességei
- Galambot tartó nő (szobor, Mattky Ödön, a 7-es főút melletti parkban)
- Volt Szalay-kúria (műemlék) (1838, klasszicista)
- Volt Jankovich-kúria (műemlék) (1713) (jelenleg iskola, felújítva 2003-ban)
- Népi kovácsműhely (műemlék) (1820 körül)
- Szabadtéri színpad
- Római katolikus templom (tervezte: Árkai Bertalan és Árkai Aladár)
- Kishegy, Szent Donát-kápolna (műemlék, barokk)
- Üdülőépület a villasoron, a volt MABI- majd SZOT-üdülő
- Nepomuki Szent János-szobor (műemlék, barokk) a Kishegyi út és a Boglárra vezető út találkozásánál
- Rádpuszta, Árpád-kori templom műemlék romja
- Kapoli Múzeum és Galéria

## Testvérvárosok
- Loučná nad Desnou, Csehország
- Szentegyháza, Románia
- Ramstein-Miesenbach, Németország

## Híres emberek
- Itt halt meg 1919. szeptember 5-én Schulek Frigyes építész.
- Itt működött és itt is halt meg 1976-ban Meixner Emil földbirtokos, gazdálkodó, Somogy vármegyei és helyi politikus, országgyűlési képviselő.